# 믈라카의 엔리케

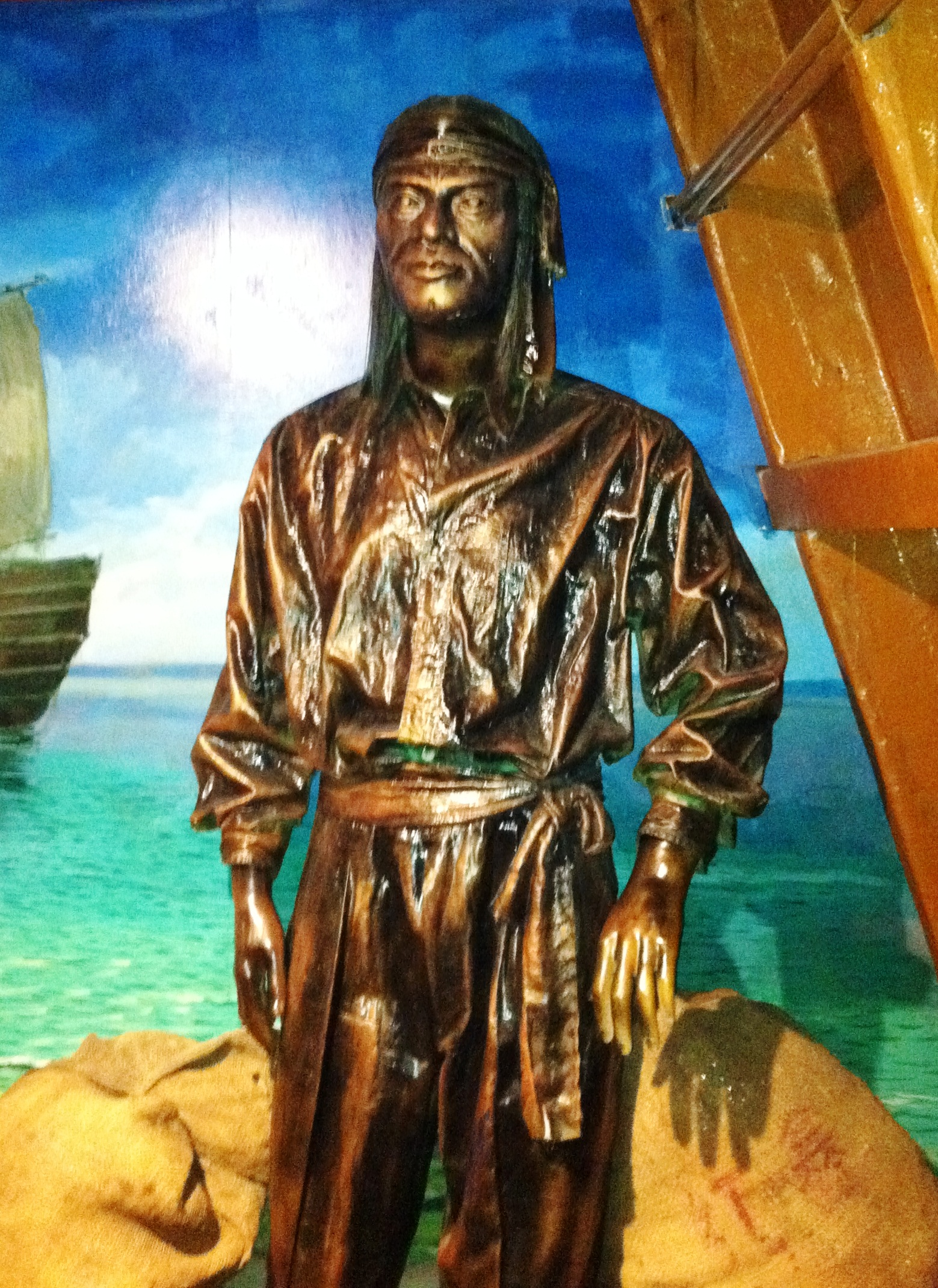
엔리케 동상.

엔리케(Enrique)는 말레이 제도의 토착민으로, 페르디난드 마젤란 탐험대의 통역이고 마젤란의 노예였다. 믈라카 제도에서 마젤란을 만나 마젤란의 세계일주인 마젤란-엘카노 주항에서 세부까지 항해에 참여한 뒤 고향으로 돌아가기 위해 세부에서 세계일주 행렬을 이탈하였는데, 고향으로 돌아갔다면 마젤란-엘카노 주항이 끝마쳐지기 전에 세계 최초로 출발 지점으로 돌아온 세계일주에 성공한 사람이 되는 것으로 잘 알려져 있다. 
마젤란은 군인 시절 믈라카의 노예 시장에서 엔리케를 샀는데, 자신이 죽으면 해방시키고 유산을 좀 떼어주겠다고 약속할 정도로 그를 아꼈다.
그러나 주인 마젤란이 죽은 뒤, 마젤란의 친척 바르보사가 “주인이 죽었다고 게으름피우지 마라. 너는 어쨌거나 노예일 뿐이야”라는 엔리케의 인격을 모욕하는 말을 했다. 엔리케는 당연히 이 말에 굴욕감을 느꼈고, 마젤란의 죽음에 선원들의 책임이 있다고 생각했기 때문에 결국 탐험대를 배신한다. 엔리케의 배신으로, 유능한 선원들은 모두 다 몰살당하고, 아마추어들로만 이루어진 항해는 일관성이 없게 되었다.

## 같이 보기
- 라푸라푸